# Station Owińska
Station Owińska is een spoorwegstation in de Poolse plaats Owińska.